# Heanton Punchardon
Heanton Punchardon è un villaggio e parrocchia civile dell'Inghilterra, appartenente alla contea del Devon.